# Association à but non lucratif
Pour les articles homonymes, voir association et club.
Une association à but non lucratif, aussi appelée association sans but lucratif ou organisme sans but lucratif, est un regroupement d'au moins deux personnes, qui décident de mettre en commun des moyens, afin d'exercer une activité ayant un but premier autre que leur enrichissement personnel. Le caractère désintéressé de l'activité permet différents avantages notamment fiscaux, mais interdit la distribution d'un bénéfice aux associés. Mais il n'implique pas que l'activité soit non commerciale, ou qu'elle soit déficitaire : l'objet de l'association peut donc être commercial (tel que la distribution de produits issus du commerce équitable) et l'excédent budgétaire peut servir au développement de l'association.

## Définition
Ce type d'association est une société de personnes et de droit privé dont l'objet social ne doit pas être lucratif.
Par société de personnes, on entend que l'appartenance à une association est volontaire, fondée sur l’Intuitu personæ, et qu'elle ne saurait ni être obligatoire, ni résulter d'un état de fait.
Par activité non lucrative, on entend qu'elle peut faire payer des biens ou des services, mais le prix doit correspondre à un défraiement des dépenses nécessaires à ses activités et non pas à une distribution des profits à ses membres.
Les associations font partie, avec les coopératives et les mutuelles, des formes sociétales de l'économie sociale qui ont en commun de participer à la vie économique sans rechercher le profit. Elles n'ont ni personnalité ni existence sans respecter certaines formes légales, en particulier d'avoir un statut écrit qui est déposé et publié dans un greffe civil.
La liberté d'association est un droit fondamental reconnu par l'article 20 de la Déclaration universelle des droits de l'homme de 1948.
Une association de personnes est la première forme d'entreprise, comme l'indique également la définition du dictionnaire Larousse : « Entreprise = Action d'entreprendre quelque chose, de commencer une action ; ce que l'on entreprend ».

## Histoire
Les groupes de bénévoles constituent une forme initiale d’organisation à but non-lucratif, ayant existé depuis l’Antiquité. La Grèce antique, par exemple, comptait diverses organisations, allant du club élitiste réservé aux hommes riches (hetaireiai) aux associations religieuses privées, en passant par les associations professionnelles.
Au sein des sociétés de l’ère préindustrielle, les responsabilités administratives gouvernementales étaient régulièrement assurées par des associations de bénévoles, telles que les guildes. En Europe médiévale, les guildes contrôlaient souvent des villes entières. Les guildes marchandes s’assuraient du respect des contrats à travers l’utilisation d’embargos et de sanctions contre leurs membres et intervenaient également dans l’arbitrage des litiges. Cependant, au début du XIXe siècle, les guildes marchandes avaient déjà largement disparu. Les historiens de l’économie ont débattu sur le rôle précis joué par ces guildes marchandes dans les sociétés pré-modernes et leur croissance économique.
Au Royaume-Uni, les guildes d’artisans connurent davantage de succès que les guildes marchandes et formèrent les livery companies (en), qui exercèrent une influence significative sur la société.

## Associations particulières
Lorsqu'une association a une activité internationale, on parle d'organisation non gouvernementale internationale (ONGI).
Sans devenir lucratives, les associations peuvent avoir des activités variées : promotion et pratique d'une activité (sport, activité manuelle, culturelle, théâtre, musique, etc.), défense d'une catégorie de personnes (étudiants, handicapés, victimes, malades, usagers des services publics, consommateurs, professions diverses, etc.), action sociale et humanitaire (aide à domicile, soins gratuits, distribution de nourriture, secourisme, garde d'enfants, etc.), regroupement de professionnels, animation d'un quartier ou d'une ville, etc.

## Par pays

### Algérie
L'Algérie compte environ 120 000 associations à but non lucratif.

### Belgique

#### Nombre d'associations
La Belgique décompte 140 188 associations actives quotidiennement .

#### Statut

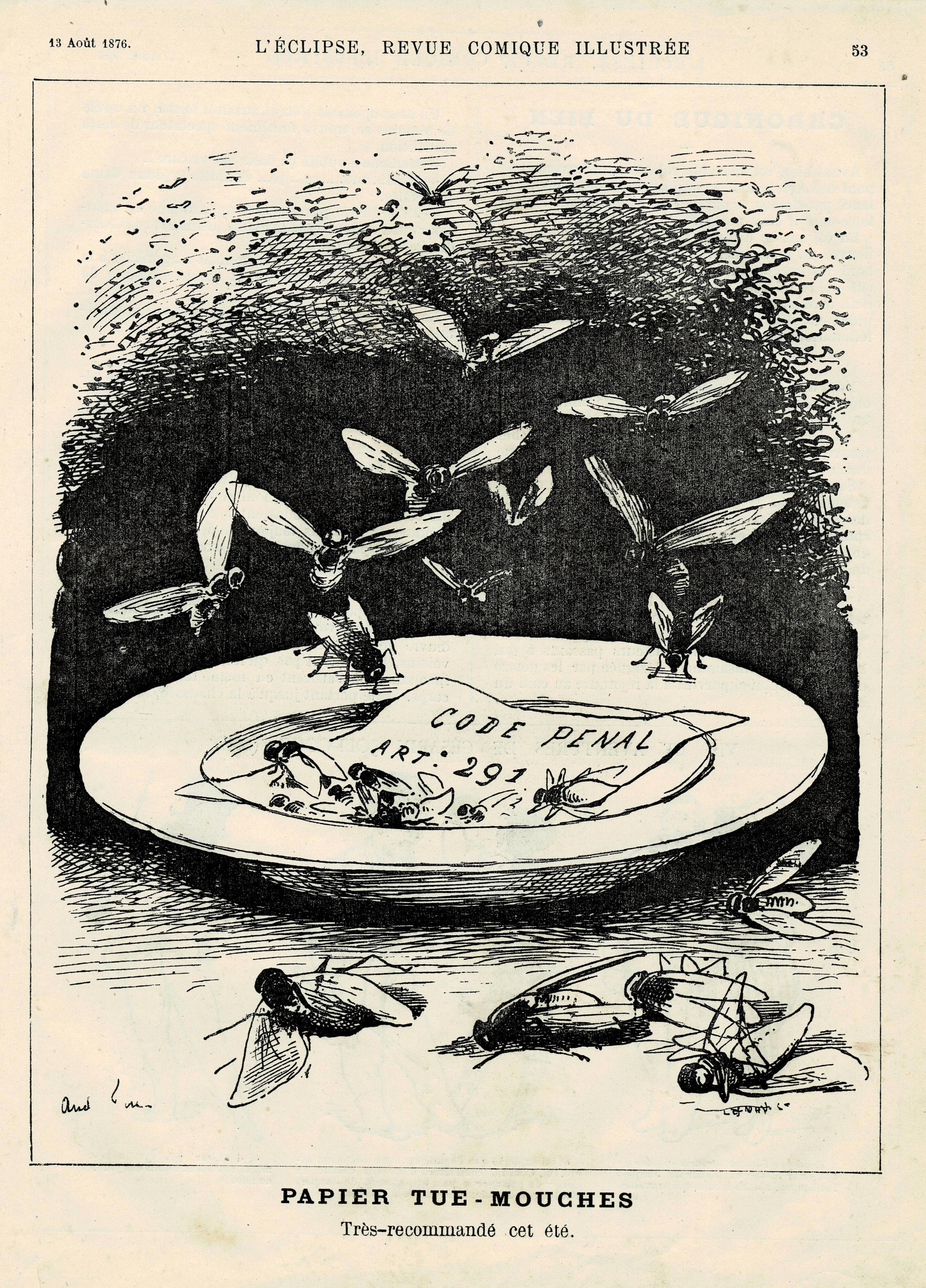
En France, les revendications au droit à la liberté d'association se développent progressivement à partir de la Révolution jusqu'à la fin du XIXe siècle — caricature d'André Gill, in: L'Éclipse, 13 août 1876.

En Belgique, on parle d'Association sans but lucratif (ASBL).
Le royaume dispose par ailleurs d'une seconde forme juridique, l'Association internationale sans but lucratif (AISBL), aux exigences et obligations beaucoup plus ouvertes, notamment dédiée aux organisations s'inscrivant autour des institutions européennes et internationales siégeant en Belgique. Contrairement aux ASBL qui nécessitent uniquement un acte de fondation unilatéral privé, l'association internationale nécessite, après dépôt des statuts au notaire, un acte exécutif de reconnaissance du Gouvernement fédéral. Celui-ci prend la forme d'un Arrêté royal publié au Moniteur belge.

### Canada

#### Québec

##### Nombre d'associations
Au Québec, environ 134 000 Organismes Sans But Lucratif (OSBL) canadien étaient actifs en 2020 et 50 000 Organismes à But Non Lucratif (OBNL).

##### Statut
Au Québec, c'est le terme « Organisme sans but lucratif » qui est préconisé. Il correspond à l’association de la loi de 1901 en France.
Les termes « association à but lucratif » et « association sans but lucratif » sont à éviter. L’absence du but lucratif signifie que les membres ne recherchent pas à réaliser des bénéfices pécuniaires en vue de se les partager entre eux. Les termes « organisme à but non lucratif » (ou son sigle OBNL) et « organisme sans but lucratif » (OSBL) sont d'usage très courant au Québec pour désigner les associations juridiquement reconnues.
La législation fiscale québécoise, qui est généralement calquée sur la législation canadienne, utilise différentes expressions selon les organismes à couvrir. Cette législation prévoit que les OSBL soient exonérées d’impôt, à la condition que les membres ne se partagent aucun revenu associatif.
Certains OSBL québécoises ne sont pas régies par la partie III de la Loi sur les compagnies : c'est le cas de la Société Saint-Jean-Baptiste de Montréal, laquelle a été fondée en 1834 (sous un autre nom) et a été constituée par une loi de l'assemblée du Canada-Uni en 1842, soit longtemps avant la création du statut moderne d'association en 1920.

### Côte d'Ivoire
En Côte d'Ivoire, les associations sont créées sur la base de la loi 60-315 du 21 septembre 1960. De nombreuses associations ont été créées en Côte d'Ivoire depuis surtout l'année 2002 qui a marqué le début de la crise militaro-politique. Une majorité des associations de Côte d'Ivoire se retrouvent désormais fédérées au sein de la Fédération des ONG de développement de Côte d'Ivoire.[réf. nécessaire]

### États-Unis

#### Nombre d'associations
Il existe 1,14 million d'associations à but non lucratif aux États-Unis et le secteur non marchand représente 8,5 % du PIB (contre 4,2 % en France).

#### Impact
Les associations emploient 9,3 % de la population active, ce qui constitue le record du monde. Les Américains donnent chaque année 250 milliards de dollars aux associations à but non lucratif et ces dons sont déductibles des impôts sur le revenu. 36 % des dons sont affectés aux différentes Églises, 13 % vont à l'enseignement, 8,6 % à la santé et 5,4 % à la culture (soit 13 milliards de dollars). Les cinémas d'art et d'essai, les fondations, les ballets, les maisons d'éditions universitaires sont quelques exemples d'associations à but non lucratif dans le domaine de la culture.

#### Statut
Depuis 1917, les associations à but non lucratif sont régies par l'alinéa 501c3 du code des impôts américain. 909 000 associations américaines, reconnues d'utilité publique (public charity) et les dons qui leur sont adressés sont déductibles des impôts.
Les associations à but non lucratif sont dirigées bénévolement par un conseil d'administration (Board of Trustees). Ses membres sont souvent des donateurs. Ils possèdent de larges pouvoirs et définissent les missions de l'association. Ils sont chargés de lever des fonds.
L'endowment (« dotation » en français) fait partie des sources de financement des associations : il s'agit d'une somme placée en bourse et dont seuls les intérêts sont dépensés chaque année (working capital).

### France

#### Nombre d'associations
Il existe entre 1,4 et 1,5 million d’associations déclarées en activité en France 

#### Statut

##### Association loi de 1901
On parle d'association relevant de la loi du 1er juillet 1901 et du décret du 16 août 1901 ou, de manière plus courte, d'association loi de 1901. Cette loi a été mise en place par le gouvernement de Waldeck-Rousseau.
Les associations déclarées en préfecture sont référencées au répertoire national des associations (RNA), certaines d'entre elles sont tenues de s'immatriculer au Système d'identification du répertoire des entreprises (Sirene).
Une association loi de 1901 peut exercer des activités commerciales, si celles-ci sont définies dans ses statuts. Les excédents ne peuvent pas être partagés (aspect « non lucratif »), bien que les dirigeants puissent se faire rémunérer en fonction des modalités de fonctionnement prévues par les statuts dans le but de gérer l’association.
Les recettes dites « lucratives », sont simplement soumises à déclaration et à imposition.

##### Association loi de 1908
Les associations ayant leur siège dans les départements d'Alsace et de Moselle, dites association loi de 1908, sont régies par le droit local (voir Droit local en Alsace et en Moselle) mais leur but non lucratif doit être explicité dans leurs statuts.
On parle aussi parfois d'entreprise associative, pour désigner des associations ayant un but commercial.

### Suisse

#### Informations en bref
En Suisse, il y a entre 80 000 et 100 000 associations. On parle d'«organisme à but non lucratif», ou encore «association à but non lucratif». 
Les associations sont régies par les articles 60 à 79 du Code civil suisse.

### Tunisie
Il existe plus de 25 000 associations en Tunisie